# Viburnum odoratissimum
Espèce
Synonymes
- Microtinus odoratissimus (Ker Gawl.) Oerst.[1]
- Viburnum kerrii Geddes[1]
- Viburnum odoratissimum var. conspersum W.W. Sm.[1]
- Viburnum sinense Zeyh. ex Colla[1]

Viburnum odoratissimum est une espèce de plantes originaire du Japon et de Taïwan, de la famille des Adoxaceae.

## Liste des variétés
Selon Tropicos (16 mars 2019) (Attention liste brute contenant possiblement des synonymes) :
- variété Viburnum odoratissimum var. arboricola (Hayata) Yamam.
- variété Viburnum odoratissimum var. awabuki (K. Koch) Zabel ex Rümpler
- variété Viburnum odoratissimum var. conspersum W.W. Sm.
- variété Viburnum odoratissimum var. odoratissimum
- variété Viburnum odoratissimum var. serratum Makino
- variété Viburnum odoratissimum var. sessiliflorum (Geddes) Fukuoka